# Texasetes
Texasetes („obyvatel Texasu“) byl obrněný nodosauridní dinosaurus. Žil na konci spodní křídy (věk alb) na území dnešního Texasu (Tarrant County). Jeho fosilie byly objeveny v sedimentech souvrství Paw Paw, takže šlo o současníka jiného nodosauridního ankylosaura rodu Pawpawsaurus (podle některých paleontologů jde ale o jeden a ten samý rod). Texasetes byl každopádně malý zástupce skupiny, dosahující délky jen asi 2,5 až 3 metry. Holotyp nese označení USNM 337987 a původně byl považován za fosilii jakéhosi malého sauropoda. Fosilie nese diagnostické znaky, které jí odlišují od všech ostatních známých nodosauridů.
Mezi nejbližší příbuzné tohoto rodu patřil argentinský taxon Patagopelta.